# Fiica regimentului
Fiica regimentului (în franceză La fille du régiment) este o operă comică în 2 acte de Gaetano Donizetti. Opera (în limba franceză) a fost compusă în timpul șederii compozitorului în Paris (1838-1843). 
Premiera operei a avut loc la Opéra-Comique din Paris în ziua de 11 februarie 1840 și s-a bucurat de un succes ulterior de durată, figurând în repertoriul constant al multor case de operă.
Libretul operei aparține lui Jean-François Bayard și Jules-Henri Vernoy de Saint-Georges.
Durata operei: cca 2 ½ ore.
Locul de desfășurare a acțiunii: Tirol în timpul războaielor lui Napoleon, 1805.

## Personajele principale
- Marie, vivandieră (soprană)
- Marchiza de Berkenfield (it: de Maggiorivoglio) (mezzo-soprană)
- Sulpice, sergent, comandantul regimentului 21 (bas)
- Tonio, un tânăr țăran tirolez (tenor)
- Ducesa de Krakenthorp  (rol vorbit)
- Hortensio, chelarul[2] Marchizei (bariton)
- Ducele de Krakenthorp, fiul Ducesei
- un notar (tenor)
- un țăran tenor (tenor)
- tirolezi, elvețieni (în varianta italiană a operei), soldați francezi, țărani, valeți ai Marchizei, oaspeți

## Conținut

### Actul I
Munții Tirolezi la începutul anilor 1800. în drum spre Austria, timorata marchiză de Berkenfield însoțită de chelarul Hortensio, fac o pauză de călătorie. Aflând că trupele franceze se retrag, comentează manierele grosolane ale francezilor (aria: „Pour une femme de mon nom”). Sulpice, un sergent al Regimentului 21, asigură mulțimea, că trupele sale vor restabili pacea și ordinea. Marie, mascota sau altfel zis „fiica” regimentului care a fost adoptată ca orfană, se prezintă la raport în fața lui ca să explice că soldații regimentului au adus un tânăr tirolez prizonier, Tonio, care cândva i-a salvat și ei viața. Marie intervine să îl salveze ea de această dată, iar în timp ce el bea în cinstea noilor săi prieteni, Marie cântă lidul Regimentului (aria: „Chacun le sait”). Lui Tonio i se ordonă să urmeze soldații, dar el se întoarce ca să-i declare dragostea sa lui Marie. Sulpice îi surprinde, iar Marie trebuie să îi spună lui Tonio, că ea are voie să se mărite doar cu un soldat al Regimentului 21. 
Marchiza de Berkenfield îl roagă pe Sulpice să îi dea o escortă ca să ajungă înapoi la castel. Când acesta aude numele de Berkenfield, își aduce aminte de o scrisoare care era lângă micuța Marie când a găsit-o pe câmpul de bătălie. Marchiza recunoaște că l-a cunoscut pe tatăl fetei, iar Marie, care de mult era considerată dispărută, este fiica sorei sale. Șocată de manierele grosolane ale fetei, marchiza dorește să o ia cu ea la castel să primească o educație elevată. Tonio între timp a devenit soldat ca să se poată căsători cu ea (aria: „Ah, mes amis”). Însă Marie trebuie să părăsească atât regimentul ei cât și bărbatul pe care îl iubește (aria: „Il faut partir”).

### Actul II
Castelul Berkenfield. Marchiza a aranjat o căsătorie între Marie și Ducele de Krakenthorp. Sulpice trebuie să o ajute în realizarea planurilor ei. Marchiza îi dă lecții de muzică lui Marie. Încurajată de Sulpice, Marie adaugă strofe din cântecele Regimentului, la care Marchiza primește un acces se furie (trio: „Le jour naissait dans le bocage”). După ce rămâne singură, Marie meditează asupra lipsei de însemnătate a banilor și a stării sociale (aria: „Par le rang et l'opulence”). Aude în depărtare marșul soldaților și se entuziasmează când întregul regiment intră în castel. Tonio, Marie și Suplice se bucură de revedere, iar Tonio o ia de mână pe iubită (Tonio, aria: „Pour me rapprocherde Marie”). Marchiza aduce la cunoștință că Marie este deja logodită și îl expediază pe Tonio. După ce rămâne singură cu Sulpice, Marchiza îi mărturisește adevărul că Marie este propria sa fiică nelegală, pe care de frica urmărilor sociale a repudiat-o. 
Hortensius face cunoscută sosirea nuntașilor. Marie refuză să iasă din camera sa, dar când Suplice îi spune că marchiza este mama ei, fata surprinsă explică cum că nu ar putea să nu se supună dorinței mamei sale. Puțin înainte ca ea să semneze contractul de căsătorie, soldații Regimentului 21 năvălesc sub conducerea lui Tonio înăuntru ca să o salveze pe „fiica” lor. Oaspeții sunt stupefiați când află că Marie a fost o vivandieră, dar își schimbă părerea când ea le explică faptul că nu ar putea niciodată să își ierte greșeala să nu fie alături de soldați. Marchiza foarte impresionată de bunătatea fiicei sale, îi dă voie să se căsătorească cu Tonio, iar alaiul de nuntași încep să cânte „Salut a la France”.